# 독립문 (드라마)
《독립문》(獨立門)은 KBS 1TV에서 1984년 1월 1일부터 1984년 12월 20일까지 방영되었던 대하드라마이다.

## 제작진
- 극본: 이철향
- 연출: 장기오

## 출연

### 주연
- 임혁: 안영보 역
- 임혁주: 송영진 역

### 조선 왕실
- 박칠용: 고종 역
- 이구순: 순종 역
- 안옥희: 엄귀인 역
- 최란: 순명효황후 역
- 윤유선: 순정효황후 역
- 봉수연: 김 상궁 역
- 김화경: 장 상궁 역
- 사미자: 박 상궁 역
- 이종민: 영친왕 역
- 박상만: 내관 역

### 독립운동 주체 세력들
- 강태기: 주시경 역
- 임동진: 양기탁 역
- 양재성: 남궁억 역
- 박지훈: 안창호 역
- 서인석: 이승만 역
- 안대용: 김구 역
- 임혁주: 안중근 역
- 김영철: 이갑 역
- 반석진: 이승훈 역
- 백윤식: 윤치호 역
- 민욱: 서재필 역
- 이호재: 이상재 역
- 정운용: 유동렬 역
- 박웅: 박은식 역
- 노주현: 이준 역
- 곽경환: 윤병구 역
- 유동근: 신규식 역
- 한정국: 김낙헌 역
- 신동훈: 최정식 역
- 엄익선: 기산도 역

### 대신들
- 민지환: 박영효 역
- 한진희: 송병준 역
- 김진해: 이완용 역
- 문오장: 조병식 역
- 김봉근: 한규설 역
- 유종근: 민영기 역
- 하대경: 이범진 역
- 송재호: 민영환 역
- 이신재: 최익현 역
- 곽경환: 김윤식 역
- 최주봉, 이대로: 어윤중 역
- 박용식: 조희연 역
- 이원종, 기정수: 심상훈 역
- 이길재, 장학수: 민영소 역
- 이한승: 박정양 역
- 반문섭: 서광범 역
- 백찬기: 이용익 역
- 오중훈: 김홍집 역
- 구충서: 유길준 역
- 김상훈: 이하영 역
- 김순철: 이용구 역
- 최명수: 안경수 역
- 이대로: 윤웅렬 역
- 장용: 박제순 역
- 이원종: 엄세영 역
- 이승호: 이지용 역
- 황범식: 이근택 역
- 이일웅: 김홍륙 역
- 윤성국: 권중현 역
- 유병한: 윤이병 역
- 윤덕용: 민종묵 / 임최수 역
- 서영진: 김윤정 역
- 최승철: 이재극 역
- 맹호림: 윤용선 역
- 김상락: 민영준 역
- 송창신: 신기선 역
- 김창봉: 이재순 역
- 김동완: 조병세 역
- 문창길: 이충구 역
- 김경하: 심흥택 역
- 김효원: 이도철 역
- 선동혁: 이종건 역
- 신동훈: 이종림 역
- 남성식: 이민굉 역
- 이현두: 유기환 역
- 장기용: 박용규 역

### 일본 측 인물
- 정윤희: 배정자 역
- 김성원: 이토 히로부미 역
- 이정웅: 이노우에 가오루 역
- 박규식: 미우라 고로 역
- 이종만: 고무라 주타로 역
- 주현: 하세가와 요시미치 역
- 이영: 우치다 료헤이 역
- 최정훈: 하야시 곤스케 역
- 신종섭: 스기무라 후카시 역
- 안광진: 아다치 겐조 역
- 박용식: 야마가타 아리토모 역
- 김기섭: 가쓰라 다로 역
- 박경득: 우치다 사다쓰지 역
- 한정국: 시부사와 에이이치 역
- 김진태: 가토 마스오 역
- 정종준: 고바야시 구스오 역

### 외교관
- 데니스 크리스틴: 헨리 아펜젤러 역
- 게일 제닝스: 손탁 여사 역
- 클래리 D. 파커: 베베르 공사 역
- 미상: 슈페르 공사 역

### 그 외 인물들
- 이순재: 송 진사(송영진의 조부) 역
- 안영주: 노부인(송 진사 부인) 역
- 이덕희: 옥란 역
- 최선아: 인실 역
- 연운경: 진옥 역
- 남윤정: 춘월 역
- 이기선: 난홍 역
- 김수일: 이만수 역
- 정해창: 이기동 역
- 박병호: 안태훈 역
- 양지운: 전봉준 역
- 김종결: 이윤고 역
- 유순철: 이채연 역
- 송희남: 이규완 / 송정섭 / 방기삼 역
- 황민: 남정철 역
- 백준기: 최정덕 역
- 유승봉: 박성춘 역
- 정종준: 이동엽 역
- 이두섭: 강 서방 역
- 박정웅: 황 서방 역
- 김선덕: 순덕 역
- 김기복: 순교 역
- 양형호: 한경진 역
- 김희진: 이일정 역
- 윤미라: 마사에(김재숙) 역
- 조옥희: 송월화 역
- 윤상미: 문옥 역
- 이한나: 초홍 역
- 양영준: 김 서사 역
- 송석호: 이 진사 역
- 윤다훈: 이재영 역
- 김해권: 홍종우 역
- 안병경: 길영수 역
- 이병철: 유진구 역
- 박영목: 고능선 / 이경선 역
- 태민영: 전재식 역
- 문창길: 신태무 역
- 홍요섭: 현영운 역
- 최주봉, 이원종: 윤 참판 역
- 송창신: 이종선 역
- 한현배: 김종화 역
- 김영배: 사내 역
- 신원균: 김이상 / 이덕순 역
- 최헌철: 민영환 하인 역
- 조은덕: 유씨 부인(김옥균 부인) 역
- 송종원: 이용한 역
- 서상익: 정교 역
- 홍영자: 이씨 부인(윤웅렬 부인) 역
- 박현정: 오씨 부인 역
- 김기진: 한재익 / 정인우 역
- 공경구: 공홍식 역
- 김상락: 한선회 역
- 송보영: 이용호 / 홍정후 역
- 이정훈: 이중혁 억
- 이원발
- 신수강
- 노영화
- 박승규
- 김윤형
- 김시원
- 황순선
- 박태서
- 이현정
- 강양례
- 전병옥
- 이강수
- 최동균
- 안옥희

### 해설
- 유강진

## 에피소드 목록
- 1회, 1984년 1월 1일 삭풍속에 피는 꽃
- 2회, 1월 8일 춘생문의 회오리
- 3회, 1월 15일 아관파천
- 4회, 1월 22일 폐하, 환궁하소서
- 5회, 1월 29일 그 함성 메아리 되어
- 6회, 2월 5일 독립문을 세우리라
- 7회, 2월 12일 아! 독립문
- 8회, 2월 19일 남산 위 저 소나무
- 9회, 2월 26일 절영도의 먹구름
- 10회, 3월 4일 만민공동회
- 11회, 3월 11일 자유민의 함성
- 12회, 3월 18일 수난의 독립협회
- 13회, 3월 25일 떠나가는 선각자
- 14회, 4월 1일 격랑
- 15회, 4월 8일 빛이 되어 밝히다
- 16회, 4월 15일 횃불
- 17회, 4월 22일 태풍전야
- 18회, 4월 29일 이등박문의 두 얼굴
- 19회, 5월 6일 격동의 세월
- 20회, 5월 13일 인화문에 피는 꽃
- 21회, 5월 20일 대결
- 22회, 5월 27일 그날의 기수들
- 23회, 6월 3일 국맥
- 24회, 6월 10일 풍전등화
- 25회, 6월 17일 노일전쟁
- 26회, 6월 24일 어둠의 빛
- 27회, 7월 1일 빛을 찾아서
- 28회, 7월 8일 뜨거운 메아리
- 29회, 7월 15일 밀물
- 30회, 7월 22일 분노의 세월
- 31회, 7월 29일 시일야방성대곡
- 32회, 8월 5일 대충신
- 33회, 9월 16일 종소리
- 34회, 10월 7일 불길같은 메아리
- 35회, 10월 14일 불꽃은 바람속에
- 36회, 10월 21일 내일을 향하여
- 37회, 11월 1일 님의 손길
- 38회, 11월 8일 별이 되어 노래하라
- 39회, 11월 15일 이풍진 세상
- 40회, 11월 22일 그 바람 속에
- 41회, 11월 29일 님의 향기
- 42회, 12월 6일 머나먼 길
- 43회, 12월 13일 분노의 계절
- 44회, 12월 20일 나의 사랑 한반도여

## 결방
- 1984년 8월 12일 - 7시부터 <잘 싸웠다 한국의 올림픽> 영웅들 편성[1]
- 1984년 8월 19일 - 7시부터 3회 연속기획 <LA올림픽 366시간의 기록> 편성
- 1984년 8월 26일 - <생방송 유모어극장> 편성
- 1984년 9월 2일 - 7시 30분부터 8시 30분까지 <생방송 유모어극장> 편성
- 1984년 9월 9일 - 7시 20분부터 생방송 <올스타 한가위 대행진> 편성
- 1984년 9월 23일 - 7시 10분부터 특별초청생방송 <세기의 경이 초능력 -유리겔라쇼> 편성
- 1984년 9월 30일 - 5시 50분부터 한국시리즈 1차전 <롯데 VS 삼성> 중계 편성
- 1984년 10월 28일 - 9시 10분분터 위성중계 머라이언컵 국제축구 결승전 <한국 VS 이라크> 중계 편성에 따라 <뉴스파노라마>가 8시로 이동하여 결방

## 같이 보기
- 제1공화국
- 찬란한 여명

| KBS 대하드라마                           | KBS 대하드라마                             | KBS 대하드라마                            |
| 이전 작품                                | 작품명                                     | 다음 작품                                 |
| ---------------------------------------- | ------------------------------------------ | ----------------------------------------- |
| 개국 (1983년 1월 2일 ~ 1983년 12월 18일) | 독립문 (1984년 1월 1일 ~ 1984년 12월 20일) | 새벽 (1985년 2월 17일 ~ 1985년 12월 29일) |

1. ↑  “스포츠 ◇잘싸웠다 한국의올림픽영웅들(KBS 1·日(일)저녁7시)”. 경향신문. 1984년 8월 11일. 2022년 6월 19일에 확인함.